# 7363 Esquibel
7363 Esquibel (1996 FA1) là một tiểu hành tinh vành đai chính được phát hiện ngày 18 tháng 3 năm 1996 bởi JPL NEAT ở Haleakala.